# Jonathan Bender
Pour les articles homonymes, voir Bender.
Jonathan Rene Bender (né le 30 janvier 1981 à Picayune, Mississippi) est un ancien joueur américain de basket-ball en NBA.

## Biographie
Bender est sélectionné au 5e rang par les Raptors de Toronto lors de la draft 1999, à sa sortie du lycée Picayune Memorial à Picayune, en dépit d'un accord conclu avec l'université d'État du Mississippi. Il est transféré dans la foulée aux Pacers de l'Indiana contre Antonio Davis. Jouissant d'une belle réputation pour sa taille, ses capacités athlétiques et son jeu, Bender inscrit 10 points en 13 minutes contre Cleveland le 10 décembre 1999. Il devient le premier joueur drafté à la sortie du lycée à inscrire au moins 10 points pour son premier match NBA.
En 2001, Bender participe au Slam Dunk Contest, où il termine 3e.
Il dispute 78 matchs en 2001-2002, dans la foulée de la signature d'un contrat de quatre ans et 28,5 millions de dollars. Il ne joue que 46 matchs la saison suivante, puis 21 en 2003-2004. Une blessure persistante au genou droit le réduit à ne jouer que sept matchs en 2004-2005 et deux matchs en 2005-2006. Bender a inscrit 5,6 points en 237 matchs de saison régulière.
Le 4 février 2006, Bender est forcé d'annoncer sa retraite à cause de douleurs chroniques au genou. Sa carrière s'acheva officiellement lorsque les Pacers l'évincèrent le 14 juin 2006.Le reste de son contrat est payé par la police d'assurances. En 2005, Bender est classé par Sports Illustrated à la place de numéro 11 sur la liste des 20 plus gros échecs de l'histoire moderne de la Draft de la NBA.
Deux ans après l'ouragan Katrina, il créa à La Nouvelle-Orléans la fondation Jonathan Bender et Jonathan Bender Enterprises. Bender veut alors construire des maisons et offrir des financements à des personnes défavorisées et organise des camps de basket-ball pour les jeunes.
Son entreprise de construction, Kingdom Homes, achète et restaure des propriétés endommagées à La Nouvelle-Orléans. Il importe également des vins italiens et investit dans divers programmes immobiliers aux Caraïbes et possède un studio d'enregistrement.
Il est le cousin de l'actuel arrière des Hornets de La Nouvelle-Orléans Morris Peterson.
En décembre 2009, il effectue son retour en NBA en s'engageant aux Knicks de New York.